# Schlauchleitung

Einfache Bewässerung mit einer PE-Kunststoffschlauch in einem Beet

Ein PE-Kunststoffrohr mit Schraubkupplung

Eine Schlauchleitung besteht aus einem flexiblen Schlauch sowie den Fittings und Schlauch-Armaturen an beiden Enden der Leitung, wie Flansche, Verschraubungen und speziellen Schlauchkupplungen. Einige Arten der Rohrleitungsverbindung eignen sich auch für Schlauchleitungen. Insbesondere Pressverfahren kommen heute vermehrt zum Einsatz. Schlauchleitungen werden wie Rohrleitungen nach Nennweite DN und Nenndruckstufe PN bezeichnet. Schlauchleitungen dienen als flexible Verbindungen zur Fluidübertragung in Hydraulik- und Pneumatik-Anwendungen.

## Beschaffenheitsanforderungen

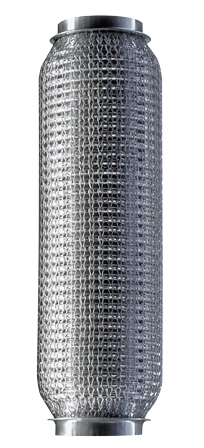
Eine kurze Schlauchleitung aus Wellrohr mit Ummantelung aus Stahlgeflecht zur flexiblen Verbindung eines Verbrennungsmotors mit der Abgasanlage

### Druckgeräterichtlinie
Schlauchleitungen sind Rohrleitungen im Sinne der EG-Richtlinie 97/23/EG (Druckgeräterichtlinie). In Abhängigkeit von dem Gefahrenpotential (Kriterien: maximaler Betriebsdruck, Nennweite, gasförmiges oder flüssiges Fluid, Fluidgruppe) werden Schlauchleitungen in die Kategorien I bis III eingestuft und müssen mit einem CE-Zeichen in Verkehr gebracht werden. Dies gilt nicht für Schlauchleitungen mit nur einem geringen Gefahrenpotential nach Art. 4 Abs. 3 der Druckgeräterichtlinie.

## Betrieb

### Betriebssicherheitsverordnung
Aufgrund von Druckimpulsen, Verschleiß, Alterung, Beschädigung stellen Schlauchleitungen besondere Gefährdungen dar und unterliegen daher besonderen Betriebsvorschriften, wie sie für Arbeitsmittel in der Betriebssicherheitsverordnung festgelegt sind. Dies sind zum Beispiel die Prüfung nach ordnungsgemäßer Montage und sicheren Funktion und der regelmäßigen wiederkehrenden Prüfungen durch eine befähigte Person im Sinne der TRBS 1201. Die Prüffristen für die wiederkehrenden Prüfungen sind durch den Betreiber im Rahmen der Gefährdungsbeurteilung bzw. der sicherheitstechnischen Bewertung festzulegen.
Schlauchleitungen müssen in angemessenen Abständen ausgewechselt werden. Die mögliche Verwendungsdauer von Schlauchleitungen hängt in besonderem Maße von den Einsatz- und Umweltbedingungen ab. Daher kann keine allgemeingültige maximal zulässige Verwendungsdauer durch den Hersteller oder andere festgelegt werden. So legt zum Beispiel die BGR 237 für normalbeanspruchte Hydraulik-Schlauchleitungen einen Richtwert für die Verwendungsdauer von sechs Jahren fest bzw. zwei Jahre für erhöht beanspruchte Hydraulik-Schlauchleitungen.